# Alpujarra Granadina
L'Alpujarra Granadina és una comarca situada a la part sud-oriental de la província de Granada. Limita amb la comarca de Guadix al nord, la Vega de Granada al nord-oest, la Valle de Lecrín a l'oest, la Costa Tropical al sud, i amb les comarques d'Almeria de Poniente Almeriense al sud-est i la Alpujarra Almeriense al nord-est. La seva població principal és Órgiva.

## Etimologia
Hi ha diverses teories sobre la procedència del nom "Alpujarra", entre les quals està la qual ho fa provenir d'un dels primers colonitzadors musulmans de la comarca, «Albujarra»; però l'opinió de molts filòlegs es decanta pel significat d'«alba serra». Sobre la procedència d'alguns noms de pobles i llocs de l'Alpujarra Granadina cal destacar l'origen mossàrab, encara que la terminació de molts d'aquests noms, semblada a formes gallegues, han fet creure popularment que es tracta de pobles repoblats per gallecs, quan la realitat és que l'origen del seu nom és molt més antic i les terminacions en -eira són comuns al mossàrab (per exemple: Capileira, Pampaneira, Poqueira...).

## Dades per municipi
| Municipi               | Superfície | Població (2005) | Ajuntament (2006) |
| ---------------------- | ---------- | --------------- | ----------------- |
| Almegíjar              | 30 km²     | 435 hab.        | Partit Popular    |
| Alpujarra de la Sierra | 69 km²     | 1.174 hab.      | PSOE              |
| Bérchules              | 69 km²     | 807 hab.        | Partit Popular    |
| Bubión                 | 15 km²     | 355 hab.        | Partit Popular    |
| Busquístar             | 18 km²     | 364 hab.        | Partit Popular    |
| Cádiar                 | 47 km²     | 1.601 hab.      | Partit Popular    |
| Cáñar                  | 26 km²     | 366 hab.        | PSOE              |
| Capileira              | 57 km²     | 582 hab.        | Partit Popular    |
| Carataunas             | 5 km²      | 198 hab.        | Partit Popular    |
| Cástaras               | 28 km²     | 251 hab.        | PSOE              |
| Juviles                | 15 km²     | 175 hab.        | Partit Popular    |
| Lanjarón               | 61 km²     | 3.756 hab.      | Partit Popular    |
| Lobras                 | 16 km²     | 126 hab.        | Partit Popular    |
| Murtas                 | 72 km²     | 741 hab.        | Partit Popular    |
| Nevada                 | 78 km²     | 1.220 hab.      | PSOE              |
| Órgiva                 | 134 km²    | 5.370 hab.      | Partit Popular    |
| Pampaneira             | 18 km²     | 355 hab.        | PSOE              |
| Pórtugos               | 21 km²     | 408 hab.        | Partit Popular    |
| Soportújar             | 14 km²     | 274 hab.        | PSOE              |
| La Taha                | 26 km²     | 769 hab.        | PSOE              |
| Torvizcón              | 51 km²     | 795 hab.        | PSOE              |
| Trevélez               | 91 km²     | 837 hab.        | PSOE              |
| Turón                  | 55 km²     | 339 hab.        | Partit Popular    |
| Ugíjar                 | 67 km²     | 2.524 hab.      | PSOE              |
| Válor                  | 59 km²     | 736 hab.        | Partit Popular    |